# Ние сме семейство
„Ние сме семейство“ (на испански: Somos familia) е аржентинска теленовела, произведена и излъчена от Telefe от 6 януари до 20 октомври 2014 г.

## Актьори
- Густаво Бермудес – Хоакин Наваро
- Ана Мария Ороско – Мануела Пас / Рамона